# Geil (Munkbrarup)
Geil (dänisch Gejl) ist ein Ort in Schleswig-Holstein, der zur Gemeinde Munkbrarup gehört.

## Lage
Geil liegt östlich vom Munkbraruper Ortes Rüde und südöstlich vom Munkbraruper Ortsteil Kragholm. Der Munkbraruper Ortsteil Bockholmwik liegt nordöstlich von Geil. Das Dorf Munkbrarup liegt über drei Kilometer entfernt im Südwesten. Die verstreuten Häuser Geils liegen an der gleichnamigen Straße Geil, welche im Übrigen, über 850 Meter, durch die Bockholmwiker Straße unterbrochen wird. Eine nördliche Erhebung Geils soll eine Höhe von 21,8 m ü. NHN haben.(Lage).
Eine südliche Erhebung bei Geil soll eine Höhe von 30,7 m ü. NHN haben.(Lage).

## Hintergrund
Der im Deutschen, auf Grund des gleichklingenden Wortes „geil“, kurios klingende Ortsname leitet sich von der Pflanzenart Ginster (dän. gyvel) ab. Kurz hinter der Deutsch-Dänischen Grenze bei Kruså befindet sich die ähnlich benannte Siedlung Øster Gejl (Lage)., nördlich der Schlei der Ort Geel (dänisch ebenfalls Gejl) (Lage). Der landwirtschaftlich geprägte Ort wurde erstmals 1742 erwähnt. Auf einer dänischen Karte von 1857/58 war der Ort schon verzeichnet. Auf einer nachfolgenden Karte des Großraums Flensburgs aus dem Jahr 1863 war Geil ebenfalls verzeichnet. Auf der Karte der Preußischen Landesaufnahme um 1879 war Geil ebenfalls verzeichnet Geil besteht heute aus zwei bis drei bewirtschafteten Bauernhöfen und ungefähr fünfzehn Gebäuden. Aus dem Ort kommt heute die Manufaktur „Geiler Honig“, welche sich der Honig-Herstellung widmet.